# جیمی لین باور
جِـیمی لین باور (انگلیسی: Jaime Lyn Bauer؛ زادهٔ ۹ مارس ۱۹۴۹) بازیگر تلویزیونی اهل ایالات متحده آمریکا است. وی یکی از بازیگران اصلی مجموعۀ تلویزیونی روزهای زندگی ما بود.

## گزیدهٔ نقش‌آفرینی‌ها
- روزهای زندگی ما (۲۰۲۱–۱۹۹۳)[۴][۵]
- دکترهای جوان عاشق (۱۹۸۲)
- بارتا (۱۹۷۶)